# 長谷川藤正
長谷川 藤正（はせがわ ふじまさ、生年不詳 - 寛永7年（1630年））は、江戸時代前期の長崎奉行。通称の権六の名で知られる。別名は守尚・尚之。

## 長崎奉行としての経歴
慶長19年（1614年）、伯父の長谷川藤広が堺奉行に転出した後、長崎奉行に就任。藤正の就任は藤広の推薦によるものであったという。
平戸のオランダ商館長であったレオナルド・キャンプスは、藤正を「将軍の買物掛」と形容し（『平戸オランダ商館の日記』）、「平戸・長崎、その他日本のこの地方のいずこへももたらされる総ての貨物を管理する首席奉行」とも言われた（『平戸イギリス商館の日記』）。鎖国体制成立以前は、藤正は朱印船貿易家として海外貿易にも従事した。
在任中には長崎代官村山等安が処刑され、末次政直（平蔵）がその後任となった。キリシタン禁教に際しては、末次政直の協力で弾圧を行ない、「有馬や大村の地方、それに長崎の町は長谷川権六の苛政下にあった」と言われた（レオン・パジェス『日本切支丹宗門史』）。宗門人別帳の作成でキリシタンの捜索を行ない、光永寺・晧台寺・大音寺などの建設がなされ、末次政直とともに諏訪神社を再興する。また、日本に残留した神父をかくまったり、信徒が会合を開いたり、破却された天主堂の跡に行って祈ったり、聖画を所有したりすることを禁じた。元和6年（1620年）にはミゼリコルディア（慈悲の兄弟会）の天主堂や、長崎の教会所属の7つの病院を破却。キリシタンの墓地を暴き、信徒の遺骨を市外に投棄させた。
江戸で将軍徳川秀忠からキリシタンへの弾圧を督励された藤正は、元和8年（1622年）7月にキリシタンの平山常陳と彼の船で密入国を図った聖アウグスチノ修道会のペドロ・デ・スニガ (Pedro de Zuñiga) とドミニコ会のルイス・フロレス (Luis Flores) の2人の神父、それに船員達を長崎の西坂の地で火刑と斬罪に処した（平山常陳事件）。同年8月、神父9人・修道士13人、指導的信徒33人の計55人を処刑した（元和の大殉教）。この大殉教で処刑されたカルロ・スピノラ神父たちが収容されていた鈴田の公儀牢は、藤正の命令により大村氏によって元和5年（1619年）8月に新築されたものである。
寛永2年（1625年）には、ポルトガル船船長に乗船者名簿の提出を命じ、未登録者の乗下船とマカオからの宣教師宛物品の積み下ろしを禁じ、来航ポルトガル人の宿泊先も非キリシタンの家に制限した。翌寛永3年（1626年）、来航商船に対し全積み荷の検査とその目録作成を命じ、教会関係の物品がないか調べた。マカオ市当局は、日本貿易維持のため藤正の勧告に従わざるを得ず、各修道会に在日宣教師への書翰や物品の送付を禁じ、宣教師渡航の自粛を求めた。
寛永3年（1626年）、長崎奉行を辞任。